# جزیره ایستر
جزیره ایستر (به زبان پولی‌نزیایی: راپا نوئی؛ به معنای راپای بزرگ)، (به اسپانیایی: Isla de Pascua) جزیره‌ای است در اقیانوس آرام جنوبی متعلق به کشور شیلی. این جزیره با اینکه ۳٬۵۱۵ کیلومتر (۲٬۱۸۵ مایل) در غرب خاک اصلی شیلی قرار گرفته اما استانی جدا از منطقه والپارایسو (Valparaíso) شیلی به‌شمار می‌آید. نزدیکترین جزیره همسایه با جزیره ایستر به نام سالائی گومز (Sala-y-Gomez) که در ۴۰۰ کیلومتری شرق ایستر قرار دارد نیز جزء همان منطقه و استان به‌شمار می‌آید.
نزدیکترین جزیره مسکونی به ایستر جزیره پیت‌کرن است که در ۲٬۰۷۵ کیلومتری (۱٬۲۹۰ مایلی) غرب ایستر قرار دارد.
مساحت جزیره ۱۶۳٫۶ کیلومتر مربع و جمعیت آن ۳٬۷۹۱ نفر است (سرشماری ۲۰۰۲م). ۳٬۳۰۴ نفر از جمعیت جزیره در مرکز آن شهر هانگا روآ زندگی می‌کنند.
جزیره ایستر به ویژه بخاطر تندیس‌های ۴۰۰ ساله عجیب باستانی خود معروف است. به این تندیس‌ها که در راستای کرانه دریا به خط ایستاده‌اند موآی گفته می‌شود.

## تاریخچه
ساکنان اولیه این جزیره ریشه پلی نزیایی دارند. (DNA گرفته شده از استخوان‌ها نیز این را تأیید می‌کند) و به احتمال قوی آن‌ها از جزایر مارکوس و در ۳۱۸ میلادی به این جزیره آمدند. (آزمایش کربن از نی‌های یافت شده در یک قبر این را تأیید می‌کند). گمان می‌شود که مهاجران اولیه که احتمالاً در دریا گم شده بودند، به تعداد کم (کمتر از ۱۰۰نفر) و در چند قایق به این جزیره آمدند. در زمان ورود آن‌ها بیشتر جزیره جنگلی و پر از پرندگان بود و شاید مهم‌ترین منطقه برای پرورش پرندگان در منطقه پلی نزیا بوده‌است.
اولین بازدید کنندگان اروپایی این جزیره، سنتهای شفاهی ساکنان اولیه این جزیره را ثبت کردند. در این سنتها، جزیره نشینان ایستر ادعا کرده‌اند که یک فرمانده به نام «هوتو ما توآ» در یک یا دو قایق بزرگ به همراه همسر و خانواده‌اش به جزیره آمدند. در صحت این افسانه و همچنین تاریخ دقیق سکونت اولیه این جزیره ابهام وجود دارد.
ادبیات منتشره در مورد اولین سکونت جزیره ۳۰۰–۴۰۰ میلادی را عنوان می‌کند یا تقریباً زمانی‌که اولین انسان‌ها در هاوایی سکونت گزیدند. برخی دانشمندان دیگر معتقدند که جزیره ایستر تا زمان ۷۰۰–۸۰۰ میلادی مسکونی نبوده‌است.
ساکنان اولیه این جزیره به نظر می‌رسد که از غرب و از جزایر مارکوس آمده‌اند. این افراد با خود موز، سیب زمینی شیرین، نیشکر و گوش فیل آوردند.
بر طبق افسانه‌های ثبت شده توسط مسیونرها در دهه ۱۸۶۰ این جزیره دارای سیستم طبقاتی مشخصی بود. یک شاه که دارای قدرت خدا مانند بوده، از زمان هوتو ماتوآ بر جزیره حکمرانی می‌کرده. قابل مشاهده‌ترین عنصر در فرهنگ این جزیره، ساخت موآی حجیم و غول پیکر است که قسمتی از نیایش اجداد و نیاکان بوده‌است. موآی‌ها دارای ظاهری متحدالشکل می‌باشند که در کناره تمام ساحل بر پا شده‌اند و نشانگر اعمال حکومت مرکزی می‌باشد.
علاوه بر خانواده سلطنتی، ساکنان این جزیره شامل کاهنان، سربازان و تجار بوده. آخرین شاه، به همراه خانواده‌اش به عنوان بردگان در دهه ۱۸۶۰ در معادن پرو مردند. پس ازآن شاه یک نشانه سمبلیک پیدا کرد.

## نام

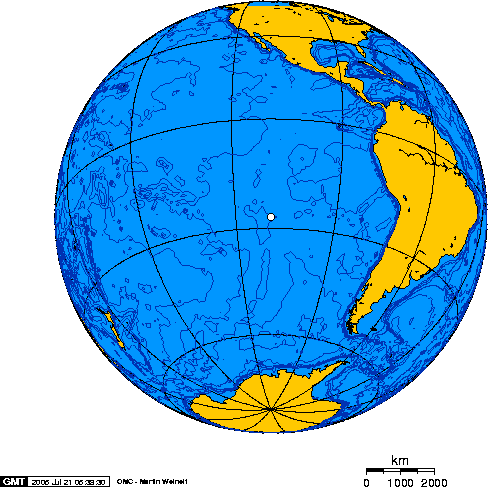
جای جزیره ایستر در اقیانوس آرام

قدیمی‌ترین نام شناخته شده این جزیره، Te Pito Ote Henua به معنی مرکز جهان بوده‌است. در دهه ۱۸۶۰، دریانوردان تاهیتی به جزیره نام Rapa Nui دادند به معنی راپای بزرگ و این به خاطر شباهت جزیره به یکی دیگر از اجزای پلی نزیا به نام Rapa Iti به معنی راپای کوچک بوده. مشهورترین نام این جزیره یعنی ایستر(Easter) به خاطر اولین بازدید ثبت شده اروپاییان توسط Dutch Admiral بوده که در شنبه عید پاک ۱۷۲۲ اتفاق افتاده.

## موقعیت
این جزیره در ۳۶۰۰ کیلومتری غرب شیلی واقع شده. جزیره ایستر یکی از جزایر مسکونی منفرد جهان می‌باشد. این جزیره تقریباً مثلثی شکل است و مساحت آن ۶/۱۶۳ کیلومتر مربع و جمعیتی بالغ بر ۷۹۱/۳ دارد. این جزیره متشکل از ۳ کوه آتشفشانی می‌باشد.

## جمعیت
در سال ۱۹۸۲ تقریباً ۷۰٪ جمعیت جزیره ایستر راپانویی (ساکنان بومی پولی‌نزی) بودند اما در سال ۲۰۰۲، راپانویی‌ها تنها ۶۰٪ را تشکیل می‌دادند. شیلی‌های اروپایی نژاد ۳۹٪ را تشکیل می‌دادند و ۱٪ باقی‌مانده آمریکایی الاصل (شیلی) بودند.
تراکم جمعیت در این جزیره، ۲۳ نفر در هر کیلومتر مربع است.

## فرهنگ
مردم ایستر در طول تاریخ سیستم خط تصویری ویژه خود بوجود آوردند. دست‌نوشته‌های آن‌ها نیز مانند ابعاد دیگر جامعه دور افتاده و مرموزشان هنوز قابل فهم نیستند. هرگز روی جزیره بیش از ۷۰۰۰ نفر زندگی نکرده‌اند. حدوداً بعد از سال ۱۶۰۰ م فرهنگ آن‌ها به‌طور ناگهانی و با شدت رو به زوال نهاد.

## موآی

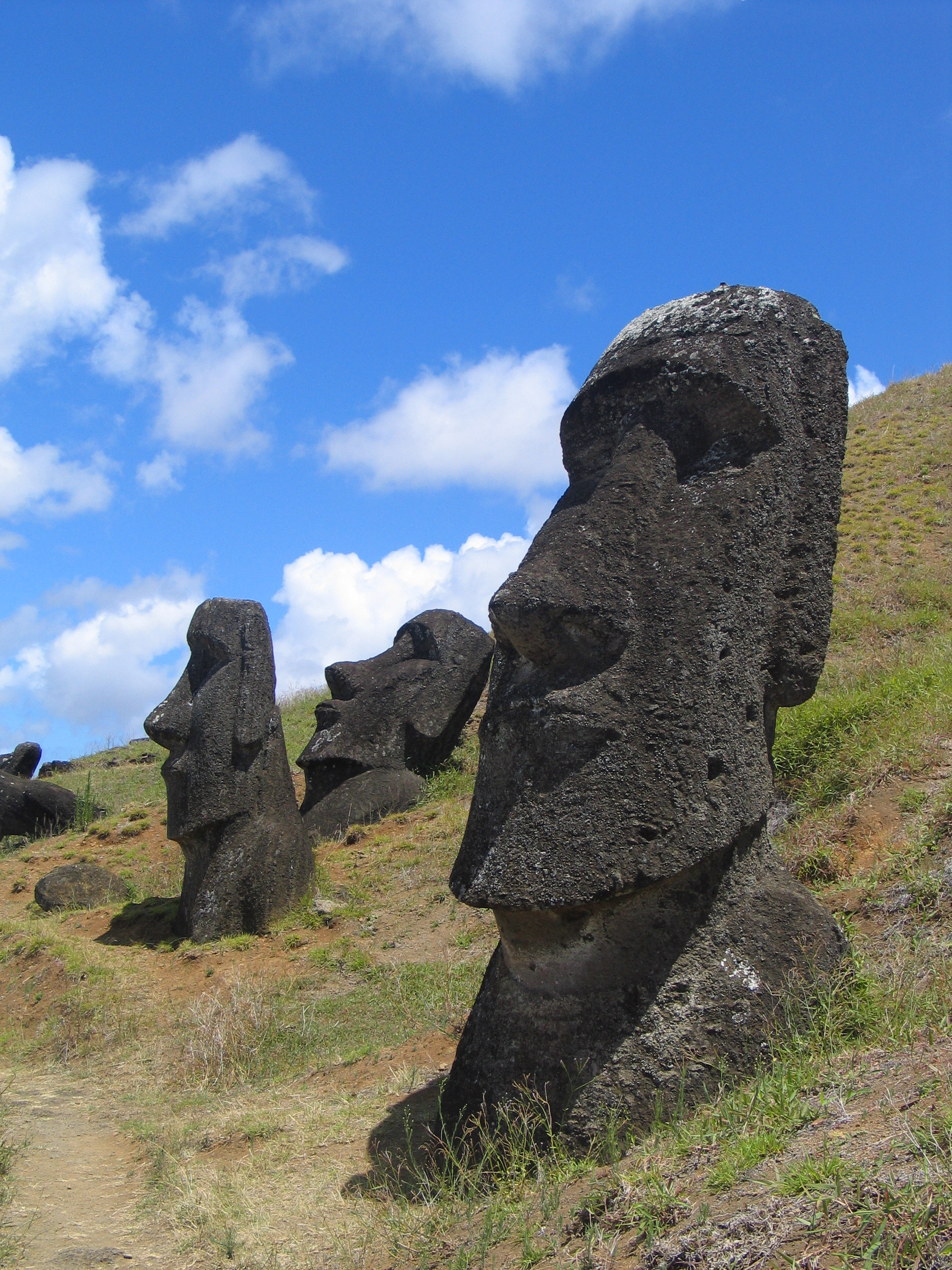
موآی

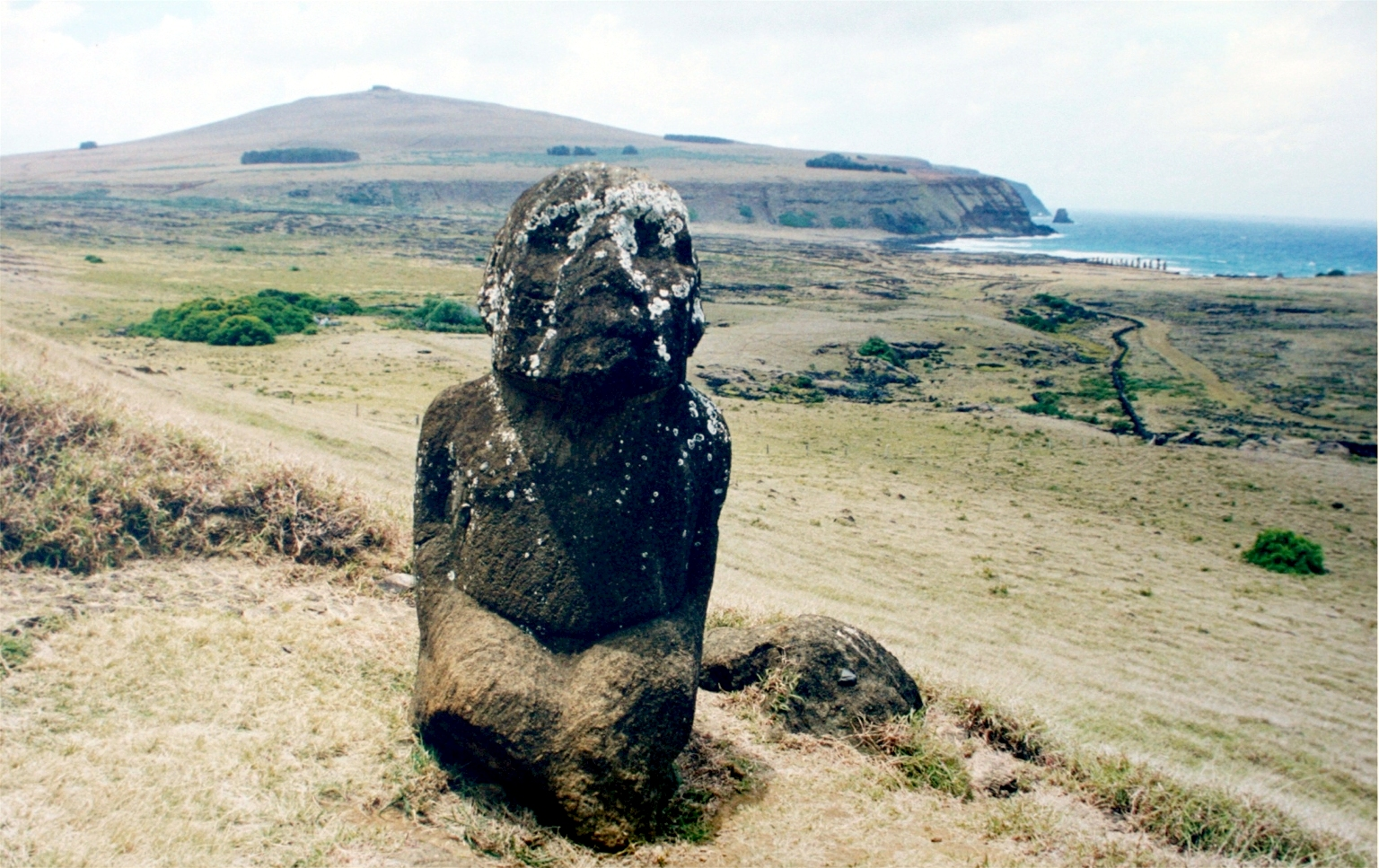
یک مجسمه دو زانو، یک نوعی از موآی که پیش از نوع معمول ساخته شده

مهم‌ترین مظهر فرهنگی جزیره ایستر، موآیی‌ها هستند که ۲۸۸ تای آن روی سکوهای عظیمی به نام آئو، ایستاده‌اند. فاصله این سکوها از هم حدود یک و نیم مایل است؛ و یک نوار تقریباً سراسری به دور جزیره بوجود آورده.
۶۰۰ موآی دیگری که در مراحل مختلف تکامل هستند، در سرتاسر جزیره پراکنده‌اند. حتی در معادن و کنار جاده‌های قدیمی و کنار ساحل.
بسته به اندازه و وزن موآی‌ها، تخمین زده می‌شود که بین ۵۰ تا ۱۵۰ نفر برای حمل آن‌ها توسط غلطک‌های چوبی و سورتمه روی آن نیاز بوده در صورتی که هیچ نشانه یا مدرکی وجود ندارد که نشان دهد این گونه ابزار در این جزیره و سرزمین وجود داشته (ارابه خدایان) !برخی از موآی‌ها دارای کلاه یا تاج‌های قرمز رنگی هستند که دلیل آن نامشخص است؛ ولی برخی از باستان شناسان می‌گویند که این‌گونه موآی‌ها مفهوم آیینی خاصی داشتند یا شاید برای یک طایفه یا خانواده بخصوصی مقدس بوده.
مجسمه‌های عظیم یا موآی، در طی یک دورهٔ کوتاه خلاقیت و فعالیت خرسنگی کنده کاری شده. بر طبق آخرین تحقیقات باستان شناسانی، ۸۸۷ مجسمهٔ سنگی یکپارچه در موزه و در جزیره شناسایی شده.

## آهو (Ahu)
تقریباً در امتداد تمای خطوط ساحلی به جز ارونگو و پویکو پنینسولا می‌توانید سکوهایی به نام آهو را بیابید. اصل و منشأ آن‌ها به قربانگاه‌های قدیمی پلی نزیایی برمی گردد که به ابعاد بسیار بزرگ‌تری توسعه یافته‌است. از ۳۱۳ آهو باقی‌مانده تنها ۱۲۵ تا از آن‌ها یک موآی را حمل می‌کنند.
آهویی که در تونگاریکی بزرگ‌ترین و بیشترین موآی را یعنی مجموعاً ۱۵ عدد دارد.

## دیگر اشکال سنگی
تعداد کمی مجسمه سنگی نه شبیه به موآی معمول از زیر خاک بیرون آورده شده. این مجسمه‌ها به طرز شدیدی فرسوده شده‌اند و شامل یک مجسمه زانو زده که دستانش روی زانوهایش است، قسمتی از یک مجسمه با دنده‌هایش که به صورت کاملاً مشخص کنده کاری شده و یک مجسمه بی سر می‌باشد.

## دیوارهای سنگی
یکی دیگر از مثال‌های سنگی این جزیره دیوارهای مشهور در «ویناپو» (Vinapu) می‌باشد؛ که با استفاده از ملات ساخته شده و بدقت سنگ‌ها با هم چفت شده‌اند. این موضوع کاملاً شبیه دیوارهای تمدن اینکاها در پرو است.

## خانه‌های سنگی
تعداد ۱۲۳۳ خانه سنگی ما قبل تاریخ که «توپاً (Tupa) نامیده می‌شود، و» خانه مرغهاً (Hare Moa) که بعداً بوجود آمد، برجسته‌ترین خانه‌های به جامانده در این جزیره‌است.
خانه‌های سنگی حدود ۶ متر عرض با ساختاری استوانه‌ای شکل و سقفی طاقدار می‌باشد. ورودی این خانه‌ها بسیار پایین است و وارد شدن تنها با سینه خیز رفتن امکان‌پذیر است.
در سال ۱۸۸۲، آلمانها چند خانه را حفاری کرده و باقی‌مانده‌های انسانی در داخل خانه‌ها پیدا کردند. مردم محلی به آن‌ها گفتند که این مکانها، استراحتگاه شاهان و رؤسای جزیره ایستر بوده‌اند. هر خانه دو حفره کوچک داشت. اگر روح یک دشمن از یکی از آن‌ها وارد شد، روح مرحوم بتواند از دیگری فرار کند.
نکته قابل توجه اینست که تعداد باقی‌مانده خانه‌های سنگی و موآی‌ها تقریباً نزدیک به هم است و این شاید به این معنی است که برای هر شخص که در یک خانه سنگی دفن می‌شده، یک موآی ساخته می‌شد.
استفاده خانه‌های سنگی به عنوان قبر، به نظر می‌رسد که هم‌زمان با تولید موآی و زوال نیایش اجداد و نیاکان متوقف شد. در طی آشفتگی قرن ۱۸، به نظر می‌رسد که جزیره نشینان شروع به دفن مرده‌هایشان میان خانه‌های آهوس (سکوی موآی) کرده‌اند و از خانه‌های سنگی به عنوان پناهگاه مرغها استفاده کردند.

## سنگ نوشته
جزیره ایستر، یکی از غنی‌ترین مجموعه هنر صخره‌ای در تمام پلی نزی را دارد. حدود ۱۰۰۰ سایت با بیش از ۴۰۰۰ سنگ نوشتهریا، فهرست شده‌اند. طرحها و نقشها به دلایل متنوعی تراشیده شده‌اند: برای خلق تتم‌ها (ارواح محافظ)، برای مشخص کردن قلمرو یا برای به یادگار نگه داشتن یک شخص یا یک رویداد.

## رونگورونگو

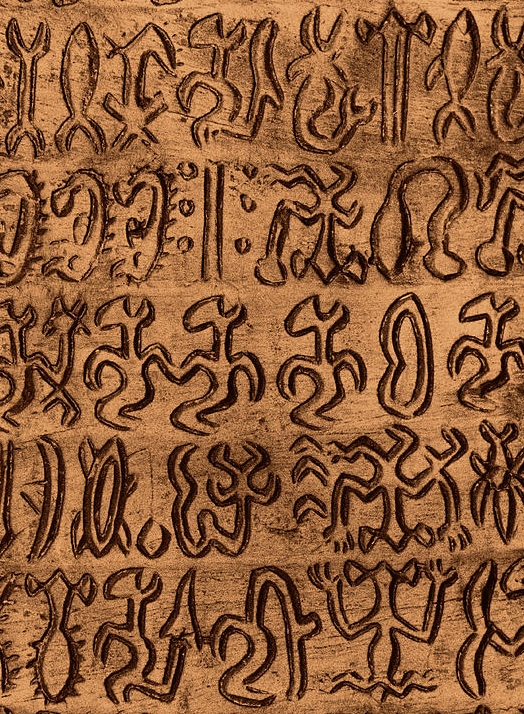
نمونه‌ای از سنگ نوشتهٔ رونگورونگو

وجود یکی از دستخط‌های رمز ناگشوده جزیره ایستر که رونگورونگو (Rongorongo) نامیده می‌شود، توسط یک مسیونر فرانسوی در سال ۱۸۶۴ گزارش شده. در آن زمان، چندین جزیره نشین ادعا می‌کردند که می‌توانن آن را بخوانند اما تمام تلاشها بی‌نتیجه ماند. با توجه به اینکه تنها یک قسمت کوچک از جمعیت باسواد بودند، رونگورونگو یک امتیاز حکومت کردن بر خانواده‌ها و کشیشان بوده‌است.
از صدها میز و صندلی و وسایل چوبی که رونگورونگو روی آن حکاکی شده، تنها ۲۶ عدد سالم مانده و تمام آن‌ها در موزه‌های سراسر دنیا است و هیچ‌کدام در جزیره نمی‌باشد. تمام تلاشها برای رمز گشایی این متن بی‌حاصل بوده. انجمن علمی حتی نمی‌تواند بگوید که آیا رونگورونگو یک شکل نوشتاری است یا نه.
اگرچه افسانه‌ها می‌گویند که هوتوماتوآ میزهای اولیه را با خود به این جزیره برای اولین بار آورد، رونگورونگو احتمالاً از جزیره ایستر سرچشمه گرفته. همچنین این‌گونه احتمال داده می‌شود که در معرض قرار گرفتن جزیره نشینان با نوشته‌های غربی در طی بازدید اسپانیایی‌ها در سال ۱۷۷۰ موجب شده تا آن‌ها از شیوه حکومت و قانونگذاری آن‌ها الهام گرفته و رونگورونگو را به عنوان یک ابزار مذهبی ایجاد کنند.